# 圓圓
圓圓（2004年8月30日－）是一隻雌性大貓熊，它在四川臥龍自然保護區的編號是第16號，與團團育有兩隻雌性熊貓。

## 近況
大貓熊館在臺北市立動物園共有四層，室內和室外面積約2,000平方公尺。

## 親屬
- 父親：琳琳
- 母親：雷雷，是有英雄母親之美譽的斷掌熊貓。雷雷，小名黃毛丫頭。於2020年逝世。
- 兄弟姊妹：龍欣、竹韻、娜娜、友友
- 配偶：團團，雄性，四川臥龍自然保護區第19號，2004年9月1日出生。外號小乖乖，是海歸雌性熊貓華美的後代。於2022年11月19日辭世。
- 子女：
  1. 圓仔，是木柵動物園是先以人工授精的方式將團團的精子植入圓圓體內。2013年7月6日，20:05產下了1隻貓熊幼仔性別為雌性，乳名圓仔，正式名稱將由公眾投選決定。
  2. 圓寶[1]，為第二胎於2020年6月28日誕生，性別為雌性。[2]